# الوالدان السحريان
الوالدان السحريان (بالإنجليزية: The Fairly Odd Parents) (يلفظ: ذا فيرلي أود بارنتس) هو مسلسل رسوم متحركة من تآليف بوتش هارتمان، ومن إنتاج نكلوديون. عرض المسلسل في العالم العربي على قناة ديزني الشرق الأوسط. دُبلج إلى العربية وتحديداً باللهجة المصرية العامية بواسطة شركة Pro Production، كما دبلجت بعض الحلقات للغة العربية الفصحى من قبل الستوديو اللبناني فيلملي وعرض على قناة إم بي سي 3و نكلودين العربية. كما قام مركز الزهرة أيضاً بدبلجته إلى اللغة العربية الفصحى وعُرض على سبيس تون باسم أحلام تيمي.

## الشخصيات
- تيمي ترنر: ون البشرة بيضاء بني الشعر ويتمنى أمنيات عجيبة فتتحقق وهو مشهور بقبعته الوردية، لا يخبر احدا عن والداه السحريان، ولد لطيف ومحبوب.

- واندا: لون الشعر وردي ولون البشرة بيضاء هي والدة تيمي السحرية، وهي أذكى من زوجها كوزمو، تحقق أمنيات تيمي وهي تستهزء بزوجها كوزمو

- كوزمو: لون الشعر أخضر ولون البشرة بيضاء هو والد تيمي السحري وزوج واندا، ساذج الشخصية.

- بووف: لون الشعر بنفسجي له خصلة واحدة لون البشرة بيضاء وهو مشهور بعصاه التي على شكل لعبة طفل وأخ سحري لتيمي وانجب من قبل كوزمو

- والد تيمي: لون الشعر أسود ويعمل كثيرا ويحب تيمي جدا

- والدة تيمي: لون الشعر بني لون البشرة سمراء قليلاً

- فيكي: هي جليسة تيمي الشريرة لون الشعر احمر والبشرة بيضاء وهي تكره تيمي

## قائمة حلقات الموسم الأول والثاني
| رقم | اسم الحلقة                         | تاريخ البث    |
| --- | ---------------------------------- | ------------- |
| 1   | مشكلة الكبار/لعبة ليست ككل الألعاب | 06 مارس 2016  |
| 2   | فضائيون في الأرض/حقيقي أم خيالي    | 13 مارس 2016  |
| 3   | أبو ذقن/كلب مدلل                   | 20 مارس 2016  |
| 4   | الإفراط في التمني/رحلة في الأمعاء  | 27 مارس 2016  |
| 5   | ذكريات أبي/حبيب أمه المدلل         | 03 أبريل 2016 |
| 6   | التيس البائس/يحيا الإختلاف         | 10 أبريل 2016 |
| 7   | ضريبة الشهرة/زعيم التزلج           | 17 أبريل 2016 |
| 8   | لعبتي المفضلة/يوم التفتيش          | 24 أبريل 2016 |
| 9   | الحياة إثارة/عبقري زمانه           | 1 مايو 2016   |
| 10  | تيمي الخفي/مخربو الخيال            | 8 مايو 2016   |
| 11  | براعة اسوأ لاعبين/هدية مميزة       | 15 مايو 2016  |
| 12  | اجازة فضائية/فيكي لطيفة            | 22 مايو 2016  |
| 13  | بطلان امي وأبي/فارس الفرسان        | 29 مايو 2016  |
| 14  | نزال الخيالي/التذكرة الاخيرة       | 5 يونيو 2016  |
| 15  | رئيس الصف الجديد/كيف كنا           | 12 يونيو 2016 |
| 16  | قليل حيلة/يبدو مألوفاً              | 19 يونيو 2016 |
| 17  | رحلة في حاسوب                      | 26 يونيو 2016 |
| 18  | حلوى من اجل تنكر                   | 3 يوليو 2016  |

## الأصوات العربية

### الدبلجة نيو للإنتاج الفني
تمثيل:
- معوض إسماعيل (تيمي، غاري)
- عادل خلف (كوزمو)
- سلوى محمد علي (واندا) (الصوت الأول)
- أماني البحطيطي (واندا) (الصوت الثاني)
- مروة فرج (واندا) (الصوت الثالث)
- طارق إسماعيل (كروكر، الأب)
- سهيرة فؤاد (الأم) (الصوت الثاني)
- ضياء عبد الخالق (جورجن) (الصوت الأول)
- جهاد أبو العينين (جورجن) (الصوت الثاني)
- مريم الخشت
- أحمد خيري
- هادي خفاجة
- شهيرة خليل
- زياد أنور
- أحمد خليل
- سيد الرومي
- نفرتاري حسن
- رشا محمود
- إيمان عياد
- هاني عبد الحي
- مصطفى البراء
- مصطفى سامي
- الحسن محمد
- نها وجدي
- خلود عمر
- ياسمين ياسر
- سهير البدراوي
- نهى قيس
- عادل عمر (ريمي باكسابلنتي)
- مصطفى عبد السلام

### الدبلجة ستوديو فيلملي
الأصوات:
- سامي ضاهر - كوزمو
- رنا الرفاعي - تيمي
- ليلى الشماس - فيكي
- موريس موصللي - السيد تيرنر
- زينة ملكي - السيدة تيرنر

### الدبلجةمركز الزهرة
الممثلون:
- لينا ضوا - تيمي (الصوت الأول)
- صابرين الورار - تيمي (الصوت الثاني)
- مروان فرحات - كوزمو
- أسيمة يوسف - واندا، والدة تيمي
- رائد مشرف - والد تيمي (الصوت الأول)
- محمد خير أبو حسون - والد تيمي (الصوت الثاني)
- رغدة الخطيب - تريكسي
- كريستين شحود - فيكي
- محمد أيتوني
- إيفلين حسن
- عادل أبو حسون - أبو ذقن، كروكر
- مهجة الشيخ - ريمي
- طالب الرفاعي - الرجل القط
- رشا بيدس - توتي
- رأفت بازو
- محمد مصطفى
- آلاء الخضر
- صفاء رقماني
- هزار سليمان
- طارق المسكي
- باسل الرفاعي
- حنان شفير - غاري
- يحيى الكفري
- مأمون الرفاعي
- كامل نجمة
- إيهاب حداقي
- ديمة بعقوب
- ظريف أبو فخر

## وصلات خارجية
- الوالدان السحريان على موقع IMDb (الإنجليزية)
- الوالدان السحريان على موقع ميتاكريتيك (الإنجليزية)
- الوالدان السحريان على موقع روتن توميتوز (الإنجليزية)
- الوالدان السحريان على موقع فيلمافينيتي (الإسبانية)
- الوالدان السحريان على موقع كينوبويسك (الروسية)
- الوالدان السحريان على موقع ألو سيني (الفرنسية)
- الوالدان السحريان على موقع ميوزك برينز (الإنجليزية)
- الوالدان السحريان على موقع قاعدة بيانات الفيلم (الإنجليزية)